# Gimnasio Abraham Milad
El Gimnasio Abraham Milad es un recinto deportivo cerrado de la ciudad de Curicó, Región del Maule, Chile. Cuenta con una capacidad para aproximadamente 4000 espectadores, siendo el más grande de la Provincia de Curicó, y en él se hacen variados actos deportivos, culturales, musicales, etc. Es sede del equipo profesional de básquetbol Deportivo Liceo de la Segunda División de Básquetbol de Chile (LNB2) y fue donde ejerció localía Provincial Curicó Basquetbol, que participó en la Libcentro A en 2013.
El Coliseo se ubica en la dirección Av. O'Higgins 800 esquina Manuel Montt. Su nombre se debe al reconocido dirigente deportivo curicano de origen palestino, Abraham Milad, padre del presidente de la Asociación Nacional de Fútbol Profesional Pablo Milad.

## Historia
El primer gran momento que tuvo el gimnasio fue ser subsede del Mundial Extraordinario de Básquetbol, de carácter no oficial, realizado en abril de 1966, un evento sin precedentes en la ciudad, al recibir durante tres días partidos del campeonato.
Posteriormente, allí se vivieron jornadas históricas e inolvidables para el baloncesto curicano, con las campañas de Deportivo Liceo en la DIMAYOR, entre los años 1983 y 1991.
Este recinto presentó algunos problemas después del terremoto que azotó al país el año 2010, pero después de una serie de remodelaciones quedó en perfectas condiciones para volver a ser utilizado.
Con el retorno de Deportivo Liceo a las competencias nacionales, más específicamente la Segunda División de la Liga Nacional de Básquetbol, el gimnasio ha continuado albergando encuentros de básquetbol profesional.